# Wynn Thomas
Wynn Thomas (...) è uno scenografo statunitense.

## Biografia
È uno degli storici collaboratori di Spike Lee. Per il regista afroamericano ha infatti curato le scenografie di molti film, come Lola Darling, Malcolm X e Inside Man.
Il 17 giugno 2025, viene annunciato il suo conferimento dell'Oscar alla carriera.

## Filmografia
- CBS Children's Mystery Theatre - serie TV (1981)
- Lola Darling (She's Gotta Have It), regia di Spike Lee (1986)
- Nudo e crudo (Eddie Murphy Raw), regia di Robert Townsend (1987)
- Scared Stiff, regia di Richard Friedman (1987)
- Aule turbolente (School Daze), regia di Spike Lee (1988)
- Fa' la cosa giusta (Do the Right Thing), regia di Spike Lee (1989)
- Mo' Better Blues, regia di Spike Lee (1990)
- The Five Heartbeats, regia di Robert Townsend (1991)
- Jungle Fever, regia di Spike Lee (1991)
- Malcolm X, regia di Spike Lee (1992)
- Bronx (A Bronx Tale), regia di Robert De Niro (1993)
- Crooklyn, regia di Spike Lee (1994)
- A Wong Foo, grazie di tutto! Julie Newmar (To Wong Foo Thanks for Everything, Julie Newmar), regia di Beeban Kidron (1995)
- Mars Attacks!, regia di Tim Burton (1996)
- Sesso & potere (Wag the Dog), regia di Barry Levinson (1997)
- He Got Game, regia di Spike Lee (1998)
- Witness to the Mob, regia di Thaddeus O'Sullivan - film TV (1998)
- Terapia e pallottole (Analyze This), regia di Harold Ramis (1999)
- Tentazioni d'amore (Keeping the Faith), regia di Edward Norton (2000)
- The Original Kings of Comedy, regia di Spike Lee (2000)
- A Huey P. Newton Story, regia di Spike Lee (2001)
- A Beautiful Mind, regia di Ron Howard (2001)
- Un boss sotto stress (Analyze That), regia di Harold Ramis (2002)
- Cinderella Man - Una ragione per lottare (Cinderella Man), regia di Ron Howard (2005)
- Inside Man, regia di Spike Lee (2006)
- Breach - L'infiltrato (Breach), regia di Billy Ray (2007)
- Agente Smart - Casino totale (Get Smart), regia di Peter Segal (2008)
- Il grande match (Grudge Match), regia di Peter Segal (2013)
- Crazy Dirty Cops (War on Everyone), regia di John Michael McDonagh (2016)
- Da 5 Bloods - Come fratelli (Da 5 Bloods), regia di Spike Lee (2020)
- Una famiglia vincente - King Richard (King Richard), regia di Reinaldo Marcus Green (2021)